# NGC 7355
NGC 7355 је спирална галаксија у сазвежђу Ждрал која се налази на NGC листи објеката дубоког неба.
Деклинација објекта је - 36° 51' 55" а ректасцензија 22h 43m 30,4s. Привидна величина (магнитуда) објекта NGC 7355 износи 14,3 а фотографска магнитуда 15,1. NGC 7355 је још познат и под ознакама ESO 406-6, PGC 69587.